# Пань Гуан

ПАНЬ ГУАН

Пань Гуан, уроженец Шанхая, 1947 г.р. — профессор, высокопоставленный эксперт, директор центра изучения ШОС при Шанхайской Академии общественных наук, декан Шанхайского центра исследования иудаизма и Зам. председателя Китайского центра исследования Ближнего Востока.